# Chiesa dei Santi Michele e Pietro (Castiglione di Garfagnana)
La chiesa dei Santi Michele e Pietro, detta anche solo chiesa di San Michele, è la parrocchiale di Castiglione di Garfagnana, in provincia e arcidiocesi di Lucca; fa parte della zona pastorale della Garfagnana.

## Storia
La prima citazione di una cappella a Castiglione di Garfagnana risale al 1168 ed è contenuta in una bolla di papa Alessandro III da cui si apprende che dipendeva dalla pieve di San Giovanni Battista.
La chiesa fu interessata da un restauro nel Duecento e poi nuovamente nel Quattrocento, allorché le venne concesso il fonte battesimale, rendendola autonoma dalla matrice.
Sul finire del XVIII secolo la parrocchiale subì un intervento di rifacimento a più riprese, che comportò anche la ricostruzione dell'abside: nel 1771 si provvide a consolidare il tetto, nel 1789 a consolidare un muro e tra il 1791 e il 1792 a rimaneggiare il presbiterio, finché nel 1810, al termine dei lavori, venne celebrata la benedizione.
Nella seconda metà degli anni sessanta, in ossequio alle norme postconciliari, furono realizzati l'ambone e l'altare rivolto verso l'assemblea; nel 1988 la chiesa venne nuovamente restaurata.

## Descrizione

### Esterno
La facciata a capanna della chiesa, rivolta a sudovest e abbellita da archetti pensili, presenta al centro il portale d'ingresso, sormontato da una lunetta e protetto dal protiro sorretto da due colonne capitelli festonati, e sopra vi sono una trifora e una bifora, entrambe murate.
Annesso alla parrocchiale è il campanile a base quadrata, poggiante su torrione; la cella presenta su ogni lato delle aperture.

### Interno
L'interno dell'edificio si compone di un'unica navata, sulla quale si affacciano gli sfondamenti fondamenti ospitanti gli altari laterali e le cui pareti sono scandite da lesene sorreggenti il cornicione aggettante, sopra il quale si imposta la volta; al termine dell'aula si sviluppa il presbiterio, rialzato rispetto alla navata e chiuso dall'abside poligonale.
Qui sono conservate diverse opere di pregio, tra le quali la pala raffigurante la Madonna col Bambino, dipinta da Giuliano di Simone nel 1389, l'unica sua tavola ad essere firmata e datata ma danneggiata e contraddistinta da alcune lacune, che mostra riferimenti alle opere lucchesi di Spinello Aretino. 
Un ciborio quattrocentesco è stato realizzato probabilmente nella bottega di Matteo Civitali ed era originariamente collocato nella soppressa cappelletta di San Cristoforo in Verrucchia.  
L'altare dell'Addolorata è corredato da un prezioso paliotto in scagliola, opera della fine del Seicento di Carlo Gibertoni, originario di Carpi ma dal 1686 attivo a Lucca. 
In chiesa è anche un Crocifisso del tipo 'doloroso' attribuibile al Maestro del crocifisso di Camaiore, un seguace di Giovanni Pisano in cui è, rispetto al maestro, la mancanza di un'organica concezione del corpo e un'espressività meno accesa. L'esemplare si distingue, rispetto ad altri in Lucchesia o nella valle del Serchio, per la parziale conservazione della policromia originale e per un modellato più morbido. 
Nell'abside, in una nicchia, è una statua marmorea settecentesca di San Michele, di mediocre qualità, risalente alla metà del XVIII secolo, acquistata dalla comunità a Carrara nel periodo delle soppressioni napoleoniche e giunta in loco nel 1795. 
L'annesso Deposito museale di arte sacra conserva, tra altre opere, tre statue lignee rispettivamente della Madonna col Bambino, di San Pietro e di San Paolo, eseguite da Vincenzo di Bartolomeo Civitali (fratello di Masseo) tra 1511 e 1515 e originariamente inserite nelle tre nicchie di un dossale ligneo che doveva essere simile a quello della parrocchiale di Villa Collemandina.